# 甜菜頭
甜菜頭（英語：Beetroot，另稱紅菜頭或甜菜根）是植物甜菜的可食用主根。在生物分类学上的名稱為B. vulgaris subsp. vulgaris Conditiva Group。
甜菜頭除了作食物以外，也作為食用色素以及藥用植物。大部份甜菜製品是從其他的甜菜品種（例如糖用甜菜）製成。

## 營養
生甜菜頭中有88%的水、10%的糖类、2%的蛋白質、脂肪小於1%。100-克（31⁄2-盎司）的甜菜頭可以提供180千焦耳（43千卡）的食物熱量。生甜菜頭含有豐富的叶酸（参考每日摄入量的27%），锰含量則有参考每日摄入量的16%。

### 健康影響
有臨床試驗回顧指出攝取甜菜汁可以降低收縮壓，但不能降低舒張壓。

## 安全性
甜菜頭裡的紅色物質甜菜苷無法被人體分解，若食用的量較多，可能暫時會讓糞便或是尿液出現紅色，此一症狀的尿液稱為甜菜尿。
糞便或是尿液的紅色雖然無害，但其視覺和糞便中有血、便血（血液從肛門流出）或是血尿類似，會造成疑慮。
甜菜頭汁裡會生成亚硝胺，這可以靠加入维生素C有效改善。

## 圖片

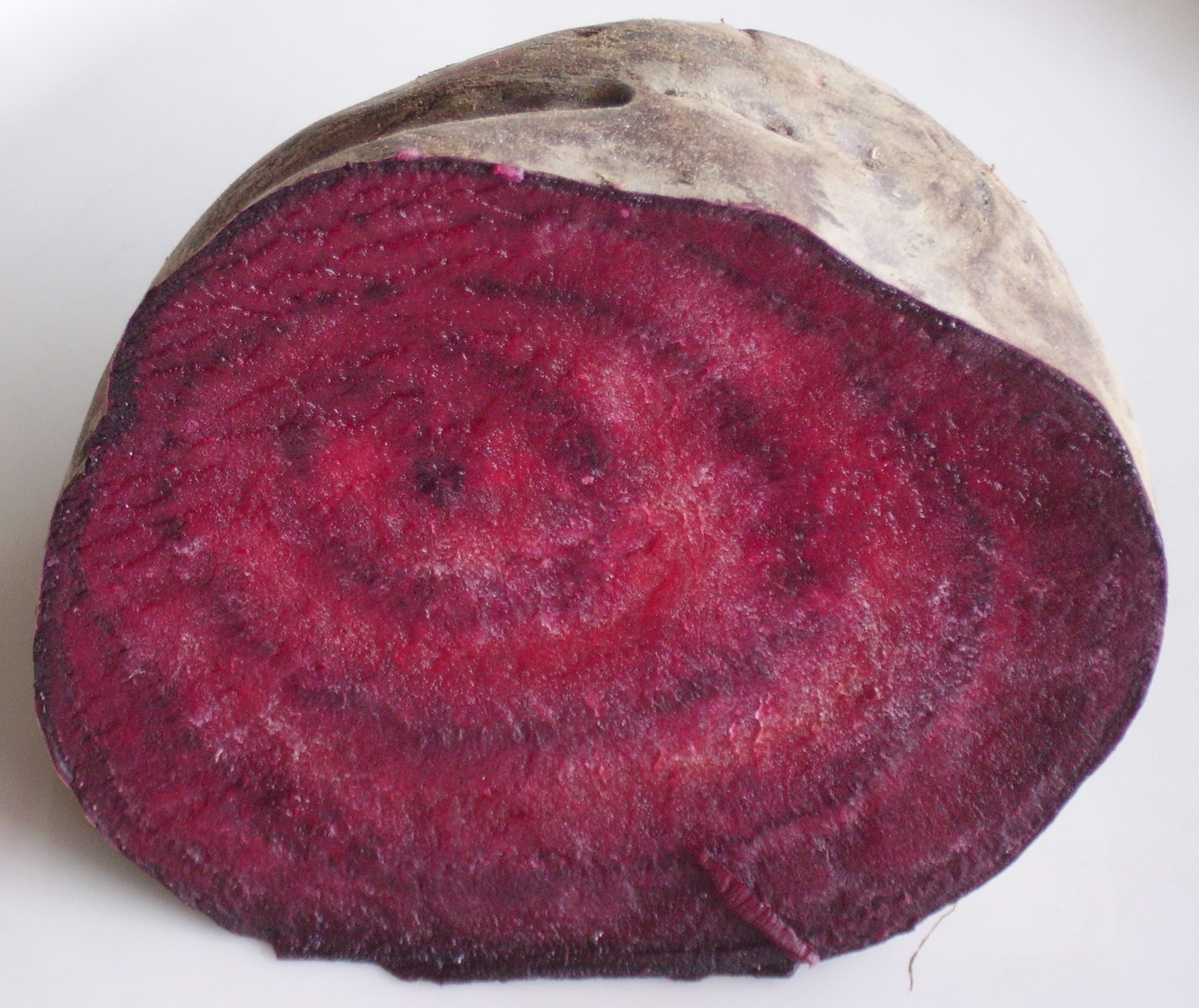
甜菜頭的截面
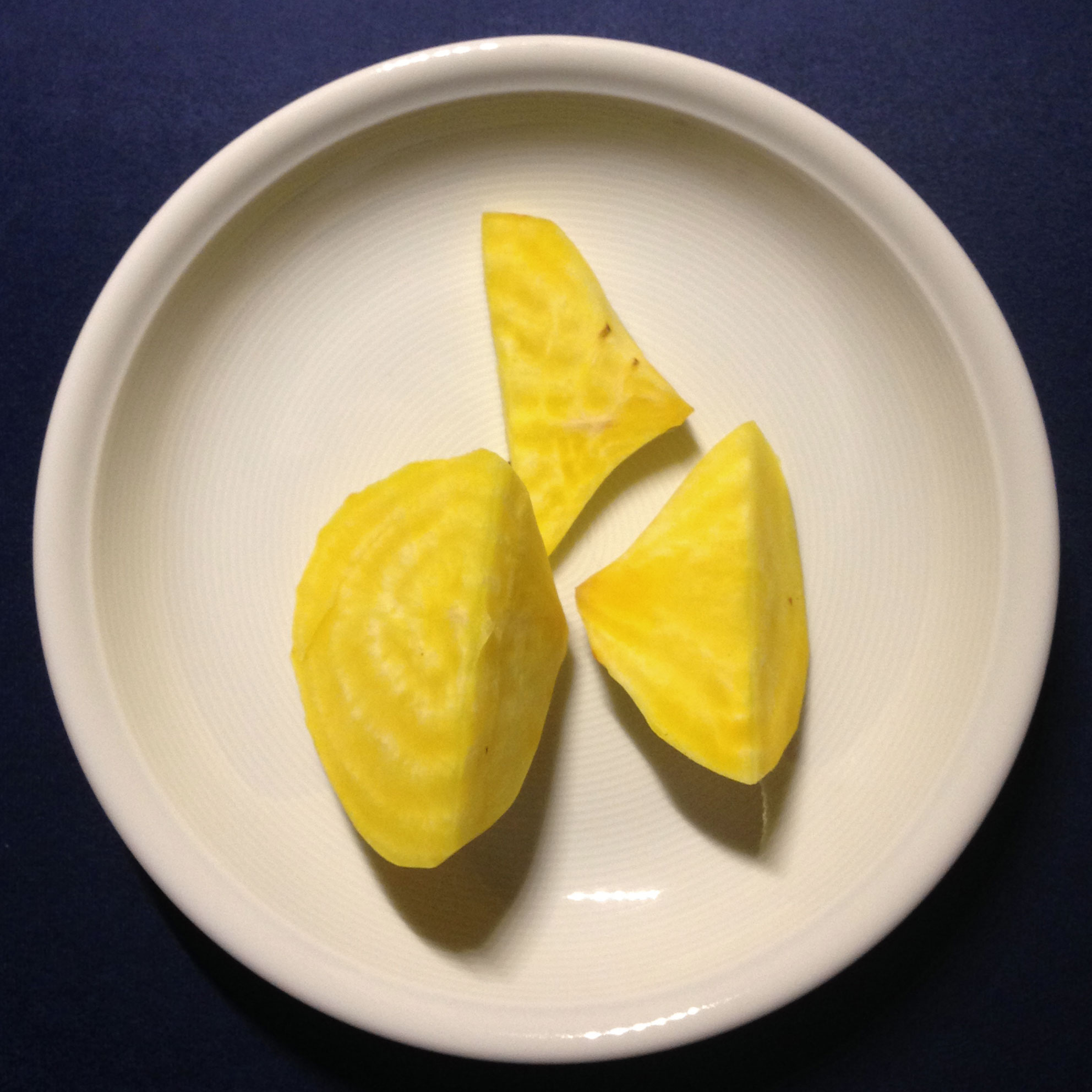
黃色的甜菜頭